# マリア・ゲオルギエヴナ
マリア・ゲオルギエヴナ （ロシア語: Мария Георгиевна、ギリシア語: Μαρία της Ελλάδας、1876年3月3日 - 1940年12月14日）は、ロシアの皇族、ロシア大公妃。ゲオルギー・ミハイロヴィチ大公（ニコライ1世の孫）の妻。

## 生涯
ギリシャ王ゲオルギオス1世とその王妃オルガの次女として、アテネで生まれた。
名前は叔母(父の妹)であるロシア皇后マリアにちなんで名付けられ、ミニー(Minnie)の愛称で知られた彼女と区別するために「ギリシャのミニー」と呼ばれた。
1900年、ケルキラ島で母の従弟ゲオルギーと結婚した。当初からゲオルギーとの結婚に乗り気でなかったマリアは、子供たちが成長するにつれ、夫をロシアに残し、健康のためと称して国外で過ごすようになった。第一次世界大戦中はイギリスに滞在し、ロシアへ戻らなかった。
1919年、ゲオルギーがボリシェヴィキに殺害され、マリアは未亡人となった。3年後の1922年、ヴィースバーデンで、ギリシャ人提督ペリクレス・イオアンニディスと再婚した。ギリシャ・イタリア戦争の最中である1940年、アテネで没した。

## 子女
- ニーナ（1901年 - 1974年）
- クセニヤ（1903年 - 1965年）